# Montealegre de Campos
Montealegre de Campos település Spanyolországban, Valladolid tartományban. Montealegre de Campos Villalba de los Alcores, Valdenebro de los Valles, Medina de Rioseco, Meneses de Campos és Villerías de Campos községekkel határos. Lakosainak száma 105 fő (2024).

## Népesség
A település népessége az utóbbi években az alábbiak szerint változott:
| Lakosok száma | 157  | 135  | 148  | 150  | 126  | 130  | 120  | 109  | 104  | 105  |
|               | 2001 | 2004 | 2007 | 2009 | 2012 | 2014 | 2017 | 2019 | 2022 | 2024 |